# La Chaussée River
La Chaussée River är ett vattendrag i Grenada.   Det ligger i parishen Saint David, i den södra delen av landet, 10 km öster om huvudstaden Saint George's.